# Chlamydophila psittaci
Chlamydophila psittaci is een bacterie, die papegaaienziekte (ornithosis of psittacosis) veroorzaakt. De ziekte wordt overgebracht via vogels, in het bijzonder papegaaien. (De officiële naam van de bacterie was tot 1999 Chlamydia psittaci).  Bij vogels neemt de ziekte de vorm aan van een intestinale besmetting, maar bij mensen veroorzaakt het vaak longontsteking. Ook kan de ziekte zich bij mensen uiten door een griepachtig ziektebeeld met als belangrijkste symptoom hoofdpijn. Behandeling kan met behulp van antibiotica als doxycycline.
Psittacosis is een zoönose die opgenomen staat in de lijst van aangifteplichtige ziekten van de World Organisation for Animal Health (WOAH), voorheen het Office International des Epizooties (OIE).